# Фридрих Кирхнер
Фридрих Кирхнер (на немски: Friedrich Kirchner) е немски офицер служил по време на Първата и Втората световна война.

## Биография

### Ранен живот и Първа световна война (1914 – 1918)
Фридрих Кирхнер е роден на 26 март 1885 г. в Зьобигкер, близо до Лайпциг, Германска империя. През 1906 г. се присъединява към армията като офицерски кадет от пехотата, а през 1911 г. се прехвърля в кавалерията. Участва в Първата световна война, където с чин капитан служи в различни полкови формации.

#### Междувоенен период
След нея се присъединява към ново сформирания Райхсвер и между 1933 и 1934 г. командва 11-и кавалерийски полк, до 1938 г. – 1-ви стрелкови полк, а след това – 1-ва стрелкова бригада.

### Втора световна война (1939 – 1945)
Между 3 ноември 1939 и 16 юли 1941 г. командва 1-ва танкова дивизия. На 1 април 1940 г. е издигнат в чин генерал-лейтенант. От 15 ноември 1941 г. до края на бойните действия в Европа е командир на 57-и танков корпус, тъй като Главно командване на сухопътните войски го счита за неподходящ за командир на армия. На 1 февруари 1942 г. е издигнат в чин генерал на танковите войски.

#### Смърт
Умира на 8 април 1960 г. във Фулда, Германия.

## Военна декорация
- Германски орден „Железен кръст“ (1914) – II (1 октомври 1914) и I степен (26 септември 1917)
- Германска „Пехотна щурмова значка“ (?)
- Германски орден „Кръст на честта“ (?)
- Германски медал „За зимна кампания на изтока 1941/42 г.“ (?)
- Германска „Танкова значка“ (?)
- Сребърни пластинки към ордена Железен кръст (1939) – II (22 септември 1939) и I степен (4 октомври 1939)
- Германски кръст (1942) – златен (22 април 1942)
- Рицарски кръст с дъбови листа и мечове
  - Носител на Рицарски кръст (20 май 1940)
  - Носител на Дъбови листа № 391 (12 февруари 1944)
  - Носител на Мечове № 127 (26 януари 1945)
- Упоменат 2-пъти в ежедневния доклад на „Вермахтберихт“ (4 февруари 1943; 27 ноември 1944)